# 1861 у залізничному транспорті
1861 у залізничному транспорті

## Події
- Заснований Львівський локомотиворемонтний завод як майстерня з ремонту паровозів.
- На території Пакистану побудована перша залізнична лінія Карачі—Котрі[1].
- Побудована перша колія на Донбасі — лінія Шахтна—Аксай  Грушевської залізниці, наразі є частиною Північно-Кавказької залізниці[2].
- 11 квітня відкрито для руху ділянку Ковно—Прусський кордон  Петербурго-Варшавської залізниці.